# Лінкольн (округ Бейфілд, Вісконсин)
Лінкольн (англ. Lincoln) — місто (англ. town) в США, в окрузі Бейфілд штату Вісконсин. Населення — 251 особа (2020).

## Демографія
Згідно з переписом 2010 року, у місті мешкало 287 осіб у 129 домогосподарствах у складі 87 родин. Було 226 помешкань
Расовий склад населення:
| - 96,9 % — білих - 0,3 % — корінних американців - 0,3 % — азіатів |

До двох чи більше рас належало 2,4 %. Частка іспаномовних становила 0,7 % від усіх жителів.
За віковим діапазоном населення розподілялося таким чином: 18,8 % — особи молодші 18 років, 55,4 % — особи у віці 18—64 років, 25,8 % — особи у віці 65 років та старші. Медіана віку мешканця становила 51,8 року. На 100 осіб жіночої статі у місті припадало 103,5 чоловіків;  на 100 жінок у віці від 18 років та старших — 108,0 чоловіків також старших 18 років.
Середній дохід на одне домашнє господарство  становив 49 952 долари США (медіана — 48 333), а середній дохід на одну сім'ю — 58 182 долари (медіана — 51 944). Медіана доходів становила 49 063 долари для чоловіків та 34 167 доларів для жінок. За межею бідності перебувало 12,3 % осіб, у тому числі 4,7 % дітей у віці до 18 років та 9,5 % осіб у віці 65 років та старших.
Цивільне працевлаштоване населення становило 120 осіб. Основні галузі зайнятості: освіта, охорона здоров'я та соціальна допомога — 15,8 %, публічна адміністрація — 12,5 %, науковці, спеціалісти, менеджери — 12,5 %.